# Batalla de la Península de Bastok
La Batalla de la Península de Bastok, conocida como Operación Pisada, pero teniendo como nombre original Operation Footprint, fue una batalla ficticia que tomó parte en la Península de Bastok, en Yuktobania, en el mundo ficticio del juego Ace Combat 5. Fue parte de la Guerra Circum-Pacífica, y tomó parte más específicamente, en la Playa Volna.

## Antecedentes
Ataques yuktobanos hacia Osea continental habían puesto a ese país a la defensiva de su propio territorio. Después del intento fallido de Yuktobania de ocupar y capturar la base aérea de Sand Island, una base estratégica en el Mar de Ceres, y de la destrucción de su submarino y portaaviones Scinfaxi, Yuktobania se había mantenido sin atacar por algunas semanas, después de haber hecho ataques seguidos y sin parar hacia Osea. Osea, por su parte, quería emprender un ataque hacia Yuktobania contienental y ocupar ese país, aprovechando la confusión y falta de moral por la pérdida del Scinfaxi, y por el uso de un arma orbital llamada Arkbird que lanzaba rayos láser hacia objetivos en la tierra. La forma de ataque del Arkbird asustaba a los soldados yuktobanos y hacía que perdieran moral. Se decidió que el punto de desembarco sería la Península Bastok, concretamente, la Playa de Volna.

## Punto de vista de Osea
El alto mando de las Fuerzas Armadas de Osea identificaron que el punto menos defendido de Yuktobania y con alcance rápido de la fuerza aérea y del ejército era la Península Bastok, que contaba con 6 búnkeres y una fortaleza. Los búnkeres estaban dispuestos de esta forma:
- 4 búnkeres a lo largo de la playa Volna
- 2 búnkeres en los montes subsiguientes
- 1 fortaleza en una meseta a unos 8 km del punto de desembarco

La fortaleza estaba compuesta de 2 búnkeres en el ala este, 2 búnkeres en el ala oeste, en el ala norte tenía 2 búnkeres que custodiaban la entrada de un puesto de comando. También estaba defendida por una muralla que unía todas las alas. Las 4 compañías que fueron dispuestas para la captura de la cabeza de playa fueron seleccionadas del primer y segundo batallones de infantería del ejército de Osea. Estas compañías tenían como nombre compañía A, B, C, y D respectivamente. El plan de batalla era el siguiente:
- Las compañías A, B, C, y D capturarían cada una un búnker de la playa Volna. La compañía A capturaría el búnker más occidental, la B el segundo en sentido occidente-oriente, la C la segunda en sentido oriente-occidente, la D la más oriental.
- Las compañías A y B se unirían después de cada una capturar su respectivo búnker, para capturar el búnker occidental del segundo anillo de defensa de Bastok. Las compañías C y D también harían lo mismo para capturar el búnker oriental.
- Después de haber capturado los 6 búnkeres, las 2 fuerzas, A' y B', A' compuesta de la unión de A y B originales, y B' compuesta de la unión de C y D originales, tomarían la fortaleza. A' tomaría los 2 búnkeres del ala oeste, B' tomaría los 2 búnkeres del ala este de la fortaleza, luego de esto, A' y B' se unirían para capturar los 2 búnkeres restantes que custodiaban la entrada del puesto de comando.

Las fuerzas terrestres 
estarían apoyadas por el Destacamento de Sand Island, que constaría de 4 aviones F-14. Las fuerzas de tierra serían llevadas al punto de desembarco por medio de embarcaciones de asalto anfibio, la operación daría comienzo a las 16:30.

## Punto de vista de Yuktobania
Aunque la Península Bastok estaba bien fortificada, y los soldados estaban bien entrenados para ataques anfibios como ese, la moral de estos era mala. Cada búnker contaba con un cuerpo de soldados que lo defendía, había armas de artillería dispuestas en la fortaleza, y los búnkeres eran apoyados por helicópteros anti-tanque AH-64 Apache y por aviones Panvía Tornado junto con cazas F-4X y aviones de ataque A-10A para atacar a las fuerzas terrestres oseanas. Los búnkeres tenían 4 ametralladoras de 40 milímetros, una estación de radio dentro, y almacenaban armas y municiones. Las entradas de los búnkeres quedaban orientadas hacia el sur, lo que hizo que la infantería de Osea los capturara más fácilmente.

## Desarrollo de la Contienda
Las compañías se acercaban a la península desde el sur, seguidos por el Destacamento de Sand Island. El clima en la península era malo, con lluvias fuertes que retrasaron la llegada de los cuerpos de invasión a la playa, y dieron buenas oportunidades a los yuktobanos de acabar con la infantería que se aproximaba por la playa Volna, concretamente, las unidades de la compañía B y C. El Destacamento de Sand Island tenía como objetivo la destrucción de los búnkeres, objetivos aéreos y objetivos terrestres relevantes. El ataque se coordinaba con las fuerzas de tierra, estos informándole al destacamento la ubicación de los objetivos, y estos los destruían por el aire. La compañía A consiguió a los pocos minutos después de un ataque aéreo silenciar el búnker occidental. La compañía C y D fueron las siguientes, consiguiendo, además, capturar una torre de radio desde la cual se estaba informando a las bases aéreas de un despegue inmediato para ayudar a mantener los búnkeres. La compañía B, en cambio, no le fue tan bien, ya que tuvo algunos problemas, debido a que su área de desembarco estaba enlodada, y se hacía difícil el paso de los tanques, además de algunas piezas de artillería que había allí emplazadas. Finalmente, después de duros ataques a las líneas de movilidad de Yuktobania y a repetidos ataques aéreos al búnker de la compañía B, toda Volna quedó capturada. La compañía A no tuvo problemas en capturar al búnker occidental, pero varios ataques helicoportados destruyeron muchos de sus tanques. La compañía B' tampoco tuvo problema en capturar su búnker, y todo siguió como en el plan original. Las líneas de movilidad habían sido cortadas, lo que hizo que los búnkeres quedaran separados de la fortaleza, y que la fortaleza quedara separada de los búnkeres. A las 16:43, se comenzó la captura del fuerte. Los aviones del Destacamento volaban en Winchester, únicamente con balas, que no hacían mucho daño a las construcciones de concreto. El destacamento solo podía ocuparse de las unidades aéreas y terrestres, excluyendo las construcciones, por lo que la captura de la fortaleza quedó en manos de las unidades de tierra. La compañía A' se dividió y entró lentamente con avanzadillas en los búnkeres, capturando sus armas para aniquilar a las tropas Yuktobanas que se atravesaran en su rango de acción. La compañía C penetró usando tanques, ya que tenía bastantes, y detrás la infantería, que se coló en los búnkeres y capturó a la mayoría de los soldados. La compañía C se dirigió al ala sur del búnker para silenciar una estación de radio que se alzaba allí, destruir las piezas de artillería, y matar o capturar a los soldados yuktobanos que estaban allí. La estación de radio cayó rápidamente, y cuando las tropas del ala norte que estaban siendo atacadas supieron de la caída del ala sur, se apresuraron a rendirse, o bien, escapar.

## Resultado de la batalla
Se confirmaron 657 bajas de ambos bandos, 885 heridos, capturados y desaparecidos también de ambos bandos. Fue una victoria aplastante de Osea. Esta batalla fue quizá la más importante de toda la guerra, ya que con esta se conquistó la parte sureste de Yuktobania y la ciudad de Virjunul. También se podían dirigir ataques y comisionar bases aéreas para que los aviones tuvieran más autonomía de vuelo. También, fue la primera de muchas batallas que allanó el camino a la conquista de Cinigrad. Además, fue un duro golpe a los yuktobanos, ya que cada vez estaban más desesperados y asustados por la pérdida en la guerra de su país. La batalla, además, hizo que la cabeza de playa fuese asegurada y miles de hombres más serían dirigidos hacia allí en las semanas siguientes para mantener el territorio, dar grandes ofensivas terrestres y, por último, conquistar Cinigrad. Después de la batalla, un ataque aéreo se da sobre la población civil del pueblo de Dresdene, ésta se da por un escuadrón no afiliado a la Fuerza Aérea de Osea, pero da un golpe a la población de Yuktobania que se alza contra los invasores. La marcha hacia Cinigrad se tornará difícil.